# Saint-Ouen-des-Alleux
Pour les articles homonymes, voir Saint-Ouen.
Saint-Ouen-des-Alleux est une commune française située dans le département d'Ille-et-Vilaine en région Bretagne, peuplée de 1 308 habitants (les Audoniens).

## Géographie
Saint-Ouen-des-Alleux est situé à 34 km au nord-est de Rennes et à 38 km au sud du Mont-Saint-Michel dans le pays de Fougères.

### Communes limitrophes
| Saint-Christophe-de-Valains | Le Tiercent           |                                             |
| Vieux-Vy-sur-Couesnon       | Saint-Ouen-des-Alleux | Saint-Hilaire-des-Landes                    |
|                             | Mézières-sur-Couesnon | Saint-Marc-sur-Couesnon (Rives-du-Couesnon) |

### Hydrographie
Pour un article plus général, voir Réseau hydrographique d'Ille-et-Vilaine.
La commune est située dans le bassin Loire-Bretagne. Elle est drainée par le Couesnon, la Minette, l'aqueduc souterrain, le ruisseau de Gratte-chat, le ruisseau de Villée et l'Everre,,.
Le Couesnon, d'une longueur de 97 km, prend sa source dans la commune de Saint-Pierre-des-Landes et se jette  dans la Manche au niveau du Mont-Saint-Michel, après avoir traversé 25 communes. 

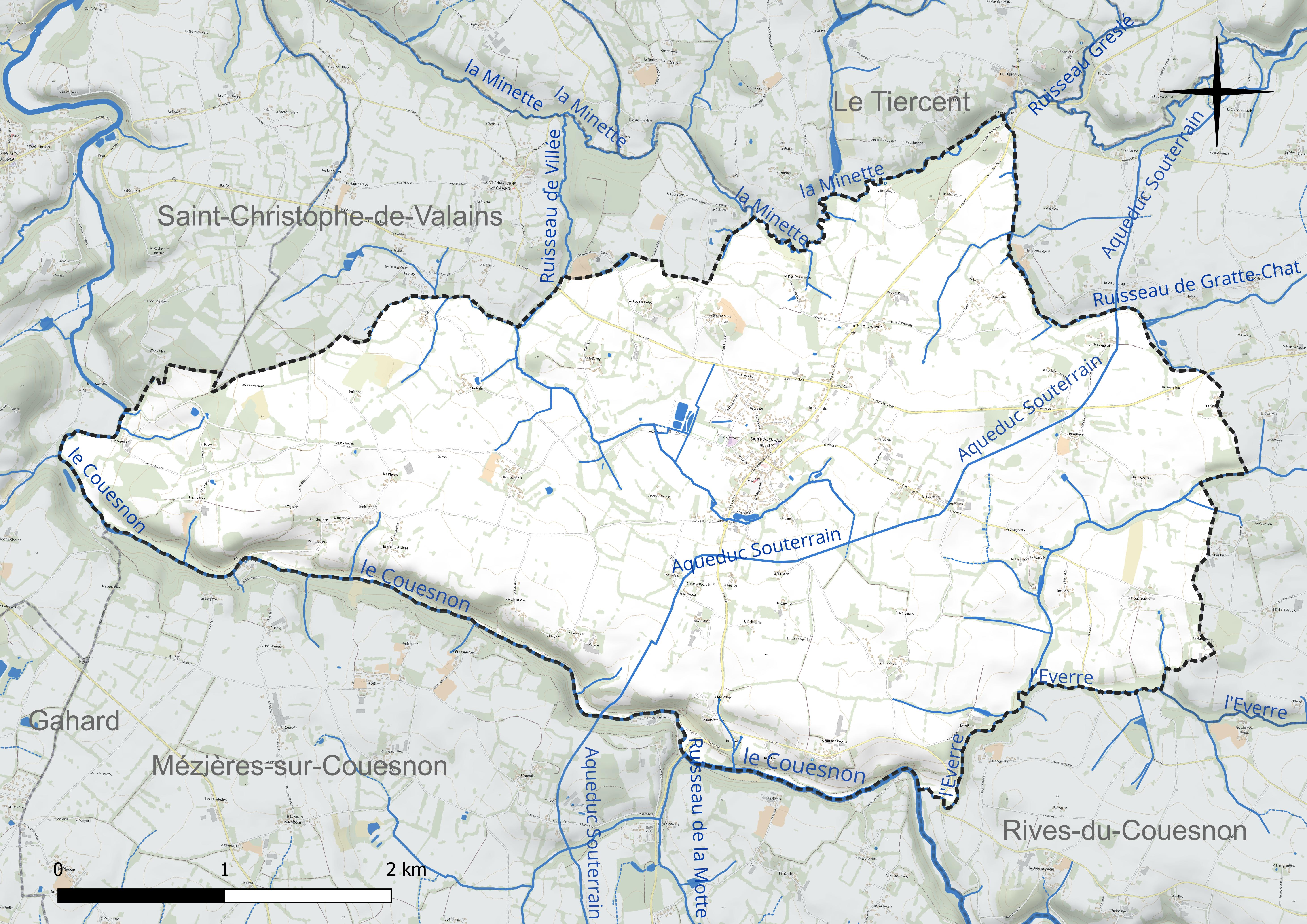
Réseau hydrographique de Saint-Ouen-des-Alleux.

La Minette, d'une longueur de 25 km, prend sa source dans la commune de Romagné et se jette  dans le Couesnon à Vieux-Vy-sur-Couesnon, après avoir traversé onze communes. 

### Climat
Pour des articles plus généraux, voir Climat de la Bretagne et Climat d'Ille-et-Vilaine.
En 2010, le climat de la commune est de type climat océanique franc, selon une étude du CNRS s'appuyant sur une série de données couvrant la période 1971-2000. En 2020, Météo-France publie une typologie des climats de la France métropolitaine dans laquelle la commune est exposée à un climat océanique et est dans la région climatique  Bretagne orientale et méridionale, Pays nantais, Vendée, caractérisée par une faible pluviométrie en été et une bonne insolation. Parallèlement l'observatoire de l'environnement en Bretagne publie en 2020 un zonage climatique de la région Bretagne, s'appuyant sur des données de Météo-France de 2009. La commune est, selon ce zonage, dans la zone « Intérieur Est », avec des hivers frais, des étés chauds et des pluies modérées.  
Pour la période 1971-2000, la température annuelle moyenne est de 11,2 °C, avec une amplitude thermique annuelle de 12,8 °C. Le cumul annuel moyen de précipitations est de 827 mm, avec 13,3 jours de précipitations en janvier et 7,7 jours en juillet. Pour la période 1991-2020, la température moyenne annuelle observée sur la station météorologique la plus proche, située sur la commune de Feins à 16 km à vol d'oiseau, est de 11,9 °C et le cumul annuel moyen de précipitations est de 816,2 mm,. Pour l'avenir, les paramètres climatiques de la commune estimés pour 2050 selon différents scénarios d'émission de gaz à effet de serre sont consultables sur un site dédié publié par Météo-France en novembre 2022.

## Urbanisme

### Typologie
Au 1er janvier 2024, Saint-Ouen-des-Alleux est catégorisée commune rurale à habitat dispersé, selon la nouvelle grille communale de densité à sept niveaux définie par l'Insee en 2022.
Elle est située hors unité urbaine. Par ailleurs la commune fait partie de l'aire d'attraction de Rennes, dont elle est une commune de la couronne,. Cette aire, qui regroupe 183 communes, est catégorisée dans les aires de 700 000 habitants ou plus (hors Paris),.

### Occupation des sols
L'occupation des sols de la commune, telle qu'elle ressort de la base de données européenne d'occupation biophysique des sols Corine Land Cover (CLC), est marquée par l'importance des territoires agricoles (90,5 % en 2018), en diminution par rapport à 1990 (91,9 %). La répartition détaillée en 2018 est la suivante : 
prairies (50,8 %), zones agricoles hétérogènes (35,3 %), forêts (5,7 %), terres arables (4,4 %), zones urbanisées (3,9 %). L'évolution de l'occupation des sols de la commune et de ses infrastructures peut être observée sur les différentes représentations cartographiques du territoire : la carte de Cassini (XVIIIe siècle), la carte d'état-major (1820-1866) et les cartes ou photos aériennes de l'IGN pour la période actuelle (1950 à aujourd'hui).

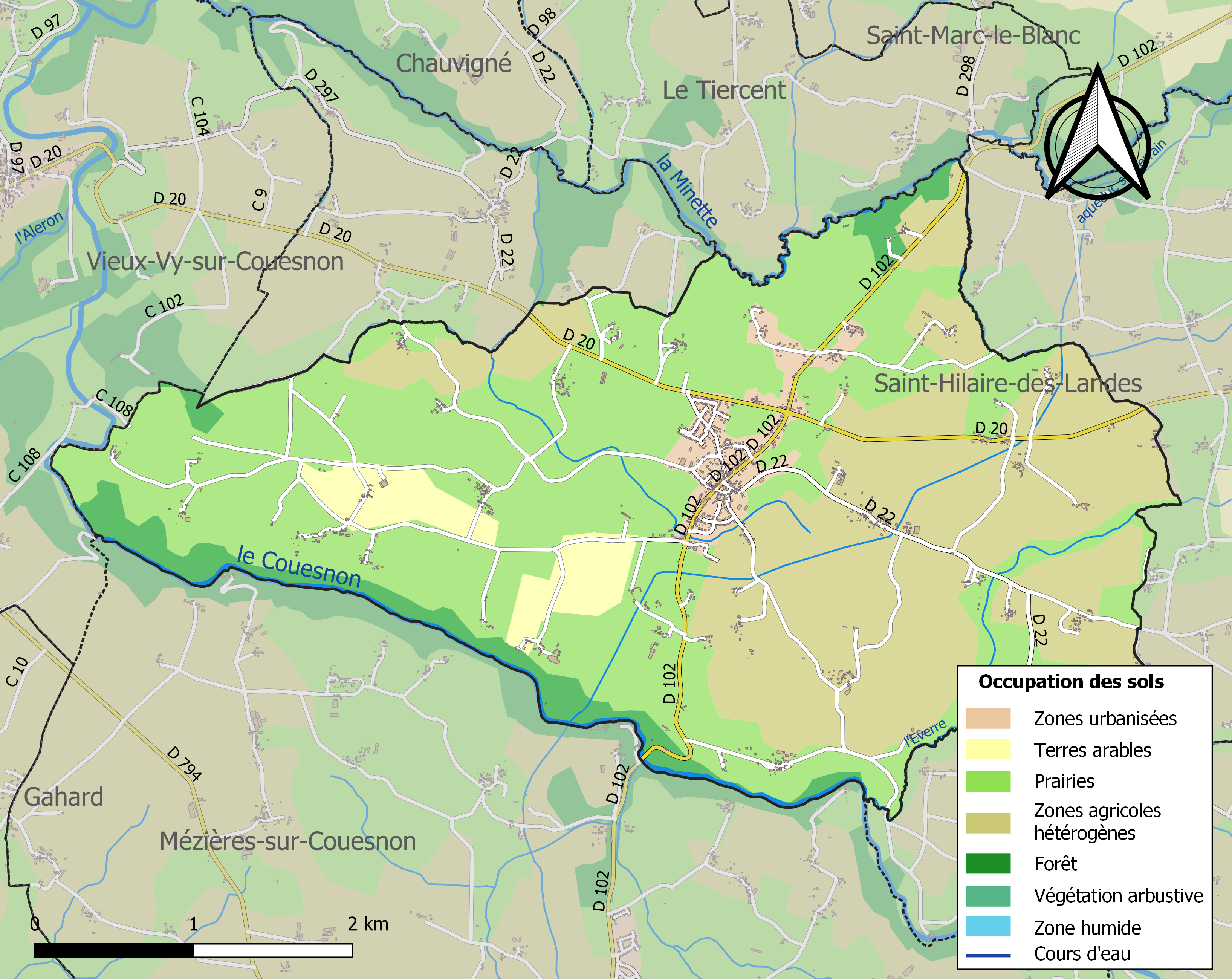
Carte des infrastructures et de l'occupation des sols de la commune en 2018 (CLC).

## Toponymie
Le nom de la localité est attesté sous les formes Parochia de Sancto Audoeno au XIIe siècle, ecclesia Sancti Audoeni de Allodiis en 1516.
Saint-Ouen-des-Alleux vient de saint Ouen, évêque de Rouen au VIIe siècle et de alleux (terre franche d'impôts).
La forme bretonne actuelle proposée par l'Office public de la langue bretonne est Sant-Owen-an-Alloz.

## Histoire
La paroisse de Saint-Ouen-des-Alleux est mentionnée dès le XIIe siècle. Elle est sous la protection de saint Ouen et relevait autrefois de l'abbaye Saint-Pierre de Rillé à Fougères qui y fonda un prieuré-cure.
La paroisse de Saint-Ouen-des-Alleux dépendait jadis de l'ancien évêché de Rennes. Le bourg de Saint-Ouen-des-Alleux contenait autrefois la halle et l'auditoire de la vicomté de la Belinaye en Saint-Christophe-de-Valains.
Famille Racinoux , Sr de Saint-Ouen-des-Alleux, dans le Nobiliaire de Bretagne de Pol Potier de Courcy.

## Politique et administration
| Période                                  | Période                       | Identité                     | Étiquette | Qualité |
| ---------------------------------------- | ----------------------------- | ---------------------------- | --------- | --- |
| 1944                                     | 12 avril 1972                 | René Galle (1898-1978)       |           | Ancien marchand de bois Démissionnaire pour raisons de santé |
| mai 1972                                 | mars 1983                     | Jules Morinais               |           | Cultivateur |
| mars 1983                                | 26 mars 1989                  | Léon Juhel (1925-2017)       |           | Retraité de la Gendarmerie (1949) (1960) (1975) |
| 26 mars 1989                             | 31 décembre 2011              | Jean Taillandier (1944-2012) | PRG       | Retraité de l'Éducation nationale, ancien premier adjoint (1977 → 1983) Conseiller général de Saint-Aubin-du-Cormier (1973 → 1982 et 2001 → 2012) Réélu en 1995, 2001 et 2008, démissionnaire |
| 27 janvier 2012                          | En cours (au 19 janvier 2021) | Pierre Thomas (1959- )       | DVG       | Conseiller d'exploitation Réélu pour le mandat 2020-2026 |
| Les données manquantes sont à compléter. |                               |                              |           | |

## Démographie
L'évolution du nombre d'habitants est connue à travers les recensements de la population effectués dans la commune depuis 1793. Pour les communes de moins de 10 000 habitants, une enquête de recensement portant sur toute la population est réalisée tous les cinq ans, les populations de référence des années intermédiaires étant quant à elles estimées par interpolation ou extrapolation. Pour la commune, le premier recensement exhaustif entrant dans le cadre du nouveau dispositif a été réalisé en 2005.
En 2022, la commune comptait 1 308 habitants, en évolution de +0,85 % par rapport à 2016 (Ille-et-Vilaine : +5,46 %, France hors Mayotte : +2,11 %).
| 1793  | 1800  | 1806  | 1821  | 1831  | 1836  | 1841  | 1846  | 1851  |
| ----- | ----- | ----- | ----- | ----- | ----- | ----- | ----- | ----- |
| 1 144 | 1 121 | 1 078 | 1 011 | 1 085 | 1 124 | 1 131 | 1 271 | 1 274 |

| 1856  | 1861  | 1866  | 1872  | 1876  | 1881  | 1886  | 1891  | 1896  |
| ----- | ----- | ----- | ----- | ----- | ----- | ----- | ----- | ----- |
| 1 286 | 1 325 | 1 332 | 1 382 | 1 423 | 1 463 | 1 488 | 1 418 | 1 393 |

| 1901  | 1906  | 1911  | 1921  | 1926  | 1931  | 1936  | 1946  | 1954 |
| ----- | ----- | ----- | ----- | ----- | ----- | ----- | ----- | ---- |
| 1 341 | 1 325 | 1 244 | 1 064 | 1 038 | 1 037 | 1 010 | 1 030 | 988  |

| 1962 | 1968 | 1975 | 1982 | 1990 | 1999 | 2005  | 2006  | 2010  |
| ---- | ---- | ---- | ---- | ---- | ---- | ----- | ----- | ----- |
| 887  | 829  | 738  | 729  | 797  | 923  | 1 092 | 1 170 | 1 312 |

| 2015  | 2020  | 2022  | - | - | - | - | - | - |
| ----- | ----- | ----- | - | - | - | - | - | - |
| 1 293 | 1 321 | 1 308 | - | - | - | - | - | - |

## Lieux et monuments

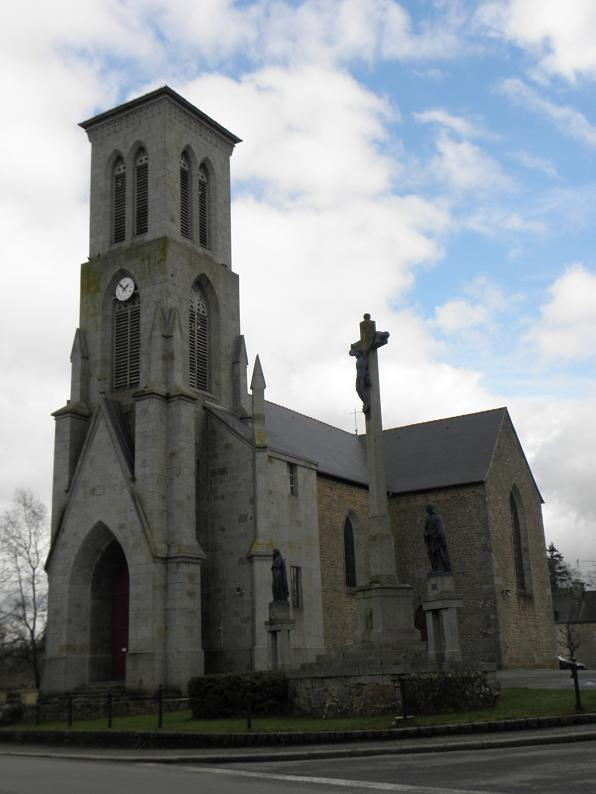
L'église Saint-Ouen.

- Église Saint-Ouen : chœur du XVIIe siècle, transepts, nef et tour-clocher édifiés par l'architecte diocésain Charles Langlois de 1843 à 1846.

## Jumelages
- St Gennys (Royaume-Uni).